# Данілін Владислав Юрійович
Данілін Владислав Юрійович (нар. 2 березня 1983, м. Первомайськ, Миколаївська область, УРСР) — народний депутат України 8-го скликання. Член депутатської фракції «Народний фронт».

## Життєпис
Народився 2 березня 1983 року. 20 вересня 2016 року отримав депутатський мандат після складання повноважень народного депутата Дмитром Сторожуком (Данілін — № 79 у виборчому списку). Має вищу освіту. Закінчив Київський національний університет ім. Т. Шевченка, «Кібернетика» (2005),  а також Європейський університет, спеціальність «Правознавство» (2019).
З 2002 по 2005 рр. — інженер з комп'ютерної та периферійної техніки ТОВ «Техас Системс».
З 2005 по 2007 рр. — адміністратор системи управління інформаційних технологій ТОВ «Валмі Автомотив».
2007 — головний спеціаліст відділу оргтехніки і комп'ютеризації управління справами Вищої ради юстиції.
З 2008 по 2016 рр. — фізична особа-підприємець.
Член партії «Народний фронт» з 2014 р. 
З 2022 р. служить в Збройних Силах України.
Неодружений.

## Парламентська діяльність
Народний депутат України від політичної партії Народний Фронт (з 2016 до 2019 року). У 2018 Владислав Данілін ініціював розслідування можливої роботи мережі гіпермаркетів АТБ в окупованому Криму, 
Посади протягом скликання :
- Голова підкомітету з питань забезпечення діяльності Верховної Ради України та народних депутатів України Комітету Верховної Ради України з питань Регламенту та організації роботи Верховної Ради України
- Керівник групи з міжпарламентських зв'язків з Південно-Африканською Республікою
- Керівник групи з міжпарламентських зв'язків з Федеративною Демократичною Респуюлікою Ефіопія
- Співголова групи з міжпарламентських зв'язків з Республікою Нігерія
- Заступник керівника групи з міжпарламентських зв'язків з Об'єднаною Республікою Танзанія
- Заступник керівника групи Депутатська група Верховної Ради України з міжпарламентських зв'язків з Республікою Ісландія
- Секретар групи з міжпарламентських зв'язків з Туніською Республікою
- Член групи з міжпарламентських зв'язків з Малайзією
- Член групи з міжпарламентських зв'язків з Грузією
25 грудня 2018 року Даніліна В.Ю. було внесено до переліку осіб, щодо яких Російською Федерацією застосовуються спеціальні обмежувальні заходи. 
Згідно з даними незалежної аналітичної платформи Vox Ukraine депутат займає 31 місце в рейтингу. 
З серпня 2018 року голова Робочої групи з просування експорту Ради з міжнародної торгівлі.  
Під час Революції Гідності був заступником коменданта Євромайдана.
Член Робочої групи з питань реформування парламенту, а також міжфракційної діалогової платформи у форматі «Діалогів Жана Моне».